# Дзонг-ке
Дзонґ-ке, або дзонґкха (самоназва: རྫོང་ཁ [d͡zòŋkʰɑ́]) — офіційна мова королівства Бутан. Термін «дзонґ-ке» цією ж мовою означає «мова, якою говорять у дзонґах», дзонги — монастирі-фортеці в Бутані. Мова належить до сино-тибетської мовної сім'ї й своєю структурою найбільш близька до тибетської.

Мапа Бутану з мовним розподілом

## Розповсюдження
Дзонґ-ке є рідною мовою мешканців восьми західних дзонгхагів Бутану (Пходранг, Пунакха, Тхімпху, Гаса, Паро, Хаа, Дагана і Чукха). Носії цієї мови також мешкають недалеко від індійського міста Калімпонґ (Західний Бенгал) та в деяких селищах штату Сіккім, на територіях, що протягом деякого часу належали Бутану. Дзонґ-ке обов'язкова для вивчення у всіх школах Королівства Бутан.

## Графіка
У графіці дзонґ-ке зазвичай використовується бутанська версія тибетського письма.

## В інтернеті
З жовтня 2005 року Microsoft перестав використовувати термін дзонґ-ке (англ. Dzongkha) у всьому своєму програмному забезпеченні і корпоративних рекламних матеріалах. Натомість мова позначається як тибето-бутанська (Tibetan-Bhutan). Це було зроблено на вимогу уряду Китайської Народної Республіки, який угледів в назві мови дзонґ-ке натяк на Далай-ламу і незалежність Тибету.